# Jaki Liebezeit
Jaki Liebezeit (nacido Hans Liebezeit; Dresde, 26 de mayo de 1938-22 de enero de 2017) fue un baterista alemán, conocido por haber sido uno de los miembros fundadores de la banda Can. Era considerado «uno de los pocos bateristas convincentes al fusionar el funky y el cerebral».

## Carrera musical
A mediados de la década de 1960, fue parte del quinteto de Manfred Schoof, quienes fueron los primeros exponentes del free jazz europeo.
Posteriormente se trasladó entre las nuevas posibilidades que le abrió la música psicodélica, como miembro de Can. Su batería era prominente en el sonido de la banda, especialmente en su muy admirada contribución a la canción «Halleluhwah» en Tago Mago. Liebezeit es más conocido por su excepcional estilo de tocar el metrónomo; los demás miembros de la Can han sugerido que sonaba como si fuese «mitad hombre, mitad máquina».
Liebezeit tocó la batería, en el estilo del «Motorik beat», en los álbumes solistas de Michael Rother de finales de la década de 1970.
En 1980 se convirtió en miembro de Phantomband, y formó agrupaciones de batería, tales como Drums off Chaos y Club off Chaos. Más tarde grabó con numerosos músicos, tales como Jah Wobble y Philip Jeck, con quienes produjo el álbum 30 Hertz Records de Wobble, y a lo largo de los años contribuyó como invitado a la batería y percusión para muchos álbumes, como Ultra de Depeche Mode y Before and After Science de Brian Eno. En sus últimos años, trabajó con Burnt Friedman en los álbumes Secret Rhythms, y con Schiller en Atemlos.
Su último trabajo fue el EP Cyclopean, publicado por Mute Records el 11 de febrero de 2013, en los formatos de 12" y descarga. Cyclopean fue un proyecto en el que participaron, aparte de Liebezeit, Irmin Schmidt de Can, junto con sus colaboradores Jono Podmore (Kumo / Metamono) y el músico y productor Burnt Friedman.
Liebezeit murió de neumonía el 22 de enero de 2017.